# Mertasaari (ö i Birkaland, Tammerfors)
Mertasaari är en ö i Finland. Den ligger i sjön Riuttajärvi och i kommunen Ylöjärvi i den ekonomiska regionen Tammerfors och landskapet Birkaland, i den sydvästra delen av landet, 220 km norr om huvudstaden Helsingfors. Öns area är 0,2 hektar och dess största längd är 80 meter i sydöst-nordvästlig riktning.